# Roman Steblecki
Roman Steblecki (né le 16 mars 1963 à Skarżysko-Kamienna) est un joueur professionnel de hockey sur glace polonais qui évoluait en position d'ailier.

## Carrière

### Carrière internationale
Il participe à plusieurs mondiaux avec l'équipe de Pologne.

## Statistiques
| Saison    | Équipe                  | Ligue      |    | Saison régulière | Saison régulière | Saison régulière | Saison régulière | Saison régulière |   | Séries éliminatoires | Séries éliminatoires | Séries éliminatoires | Séries éliminatoires | Séries éliminatoires |
| Saison    | Équipe                  | Ligue      | PJ | B                | A                | Pts              | Pun              | PJ               | B | A                    | Pts                  | Pun                  |                      |                      |
| 1986-1987 | KS Cracovia             | Ekstraliga | -  | -                | -                | -                | -                |                  |   |                      |                      |                      |                      |                      |
| 1991-1992 | Flammes bleues de Reims | Élite      | 27 | 28               | 11               | 39               | 8                |                  |   |                      |                      |                      |                      |                      |
| 1991-1992 | Nittorps IK             | Division 2 | -  | -                | -                | -                | -                |                  |   |                      |                      |                      |                      |                      |
| 1994-1995 | Kristianstads IK        | Division 2 | 28 | 20               | 27               | 47               | 51               |                  |   |                      |                      |                      |                      |                      |
| 1995-1996 | Kristianstads IK        | Division 2 | 36 | 34               | 22               | 56               | 2                |                  |   |                      |                      |                      |                      |                      |
| 1996-1997 | KS Cracovia             | Ekstraliga | -  | 34               | 26               | 60               | -                |                  |   |                      |                      |                      |                      |                      |

| Année | Compétition          |   | PJ | B | A  | Pts | Pun                          |  | Résultat |
| 1987  | Championnat du monde | 7 | 1  | 1 | 2  | 2   | Première place du mondial B  |  |          |
| 1990  | Championnat du monde | 7 | 3  | 5 | 8  | 0   |                              |  |          |
| 1991  | Championnat du monde | 7 | 1  | 1 | 2  | 0   | Quatrième place du mondial B |  |          |
| 1992  | Championnat du monde | 6 | 1  | 1 | 2  | 0   | Dernière place du mondial A  |  |          |
| 1993  | Championnat du monde | 7 | 4  | 8 | 12 | 2   |                              |  |          |
| 1994  | Championnat du monde | 7 | 4  | 2 | 6  | 4   | Troisième place du mondial B |  |          |
| 1995  | Championnat du monde | 7 | 3  | 3 | 6  | 4   | Troisième place du mondial B |  |          |